# TVP Historia
TVP Historia (taktéž Televize Historia, Historia a Program Historia) je program Telewizje Polske (TVP), která se zaměřuje na historii, například na druhou světovou válku, ale také na pořady TVP, které se vysílaly za vlády komunistů, například Dziennik Telewizijny (v překladu Televizní deník). V červnu 2013 byla sledovanost 0,5 %.

## Dostupnost
TVP Historia je dostupná na satelitu astra1, v multiplexu 3 a na kabelové televizi. TVP Historia není dostupná v HD kvalitě.